# چارلز مک‌آرتور
چارلز مک‌آرتور (انگلیسی: Charles MacArthur؛ ۵ نوامبر ۱۸۹۵ – ۲۱ آوریل ۱۹۵۶) یک فیلم‌نامه‌نویس اهل ایالات متحده آمریکا بود.